# Heba
Hebe (grč. Ἥβη, Hêbê) u grčkoj mitologiji boginja je mladosti; vrčonoša bogovima na Olimpu. Prema Heziodu, kći je Zeusa i Here.

## Etimologija
Hebino ime dolazi od grčke riječi ‘ηβη, hêbê = "mladost".

## Karakteristike
Prikazuje ju se kao lijepu mladu ženu, najčešće odjevenu u haljinu bez rukava ili polugolu. Često drži vrč, kao svoj simbol vinotoče.

## Mitologija
Heba je bila vrčonoša ambrozije i nektara olimpskim bogovima dok se nije udala za Herakla, nakon čega ju je zamijenio Ganimed. Pomagala je i Aresu s kočijama te kupala Heru.
Prema Euripidu i Apolodoru, bila je Heraklova žena s kojim je imala dva sina: Aleksijara i Aniketa, blizance i olimpske čuvare, "istjerivača rata" i "nepobjedivog". Pomogla je Jolaju da se pomladi, kako bi se mogao boriti protiv Euristeja.

## Vanjske poveznice
- Heba u klasičnoj literaturi i umjetnosti (engl.)
- Heba u grčkoj mitologiji (engl.)